# 용수사 철조여래좌상
용수사 철조여래좌상(龍壽寺 鐵造如來坐像)은 인천광역시 서구 석남동에 있는 불상이다. 2014년 4월 21일 인천광역시의 문화재자료 제26호로 지정되었다.

## 현지 안내문
철조여래좌상은 상호가 원만하고 동체가 균정하며 특히 옷깃 등 의문에 조각이 장식된 점으로 보아 고려시대의 양식수법을 계승한 조선초기의 작품으로 추정된다. 전하는 바에 의하면 이 철조여래좌상은 묘향산에서 모셨던 것이 이곳으로 전해져 왔다고 한다. 현재는 석남동에 있는 용수사에서 보관되어있다.

## 참고 자료
- 용수사 철조여래좌상 - 국가유산청 국가유산포털